# Tom Schaar
Tom Schaar (født 1999) er en amerikansk skateboarder.
Han repræsenterede USA ved sommer-OL 2024 i Paris, hvor han vandt sølv i skateboarddisciplinen park.